# Danuta Bartoszek
Danuta Bartoszek, född 19 augusti 1961, är en friidrottare från Kanada. Hon deltog vid olympiska sommarspelen 1996.